# 平戶號防護巡洋艦
平户号防护巡洋舰（日语：／ Hirato ?）是旧日本海軍的防护巡洋舰，为筑摩级防护巡洋舰（日本海军官方名称）3号舰。本舰为日本海军首批搭载汽輪機的巡洋舰，也是日本海军立项建造的最后一艘防护巡洋舰；与姊妹舰类似，属于从防护巡洋舰到轻巡洋舰的过渡设计。本舰参加了第一次世界大战，20-30年代中日关系紧张时多次奉召前往中国执行任务，随后在1931-1932年间参加了日本与中国的多次作战，1933年2月对日军的热河作战进行支援。同年本舰转为训练船，1940年退役，1945年坐沉，直至战后方才解体，舰体改用作防波堤。
本舰得名自肥前國松浦郡平户港，靠近平户海峡最窄处，是一处重要的贸易市场及国内外航运的重要港口。
本舰的舰名在官方出版物中标注为“ひらと”，但也有书籍标记为“ひらど”。至于日本的涉外英文公文在提及本舰时，均写为“Hirado”。

## 设计和概述
1906年（明治39年）9月28日，时任海軍大臣齋藤實向總理大臣西園寺公望提出阁议，称日俄战争以来世界海军形势发展迅速，有必要重新添置新的军舰，其中希望建造4500吨级二等巡洋舰3艘。由于日本财政所限，这项造舰计划在提交给12月开会的第23届帝國議會审议时，还是遭到了大规模的压缩，不过3艘二等巡洋舰的设想没变，得以保留。
本舰全长144.8米、宽14.2米、吃水5.1米。本舰基本设计继续在现有舰艇的基础上进行改进，同时借这个机会，对日本国产的汽轮机进行试验、比较。动力部分，本舰搭载了两台川崎生产的柯蒂斯式汽輪機，由16座舰本式水管锅炉提供蒸汽，设计动力22,500匹馬力（16,800千瓦特）。本舰设计航速26節（48每小時），海试时录得26.87節（49.76每小時）的成绩，比起日本海军最后一艘搭载往复式蒸汽机的巡洋舰利根的23節（43每小時）是一个巨大的飞跃。但由于本舰搭载的引擎因为技术不成熟，需要频繁进行维修，实际应用中也极少能达到最大航速。
本舰主炮为8门45倍径单装6英寸（152）速射炮，艏艉各一门，另外在每侧各布置3门，均安装在舷侧耳台。这种舷侧火力与主炮口径相同的设计在当时也非常罕见。轻型武器包括4门76毫米12磅炮，两挺7.7毫米刘易斯机枪。鱼雷武器方面，舰上共安装了3具457（18英寸）鱼雷发射管。1919年以后，有关方面拆除了2门76毫米炮，改为烟囱的位置安装了两门40倍径三年式80毫米高射炮。
本舰装甲甲板为22.2毫米厚的镍钢，而倾斜部分则以相同材质的35毫米厚钢板补强，使得总厚度达到57.2毫米。舰艉鱼雷舱处克虏伯渗碳装甲为89毫米，司令塔则是102毫米厚的克虏伯装甲。

## 舰历

### 建成至一战
1909年（明治42年）12月23日，海军为预定在神户建造的波号二等巡洋舰拟定了名字“平户”。
1910年（明治43年）8月10日，本舰在神户川崎造船所动工。1911年（明治44年）6月29日，本舰下水，北白川宮成久王代表皇室出席下水仪式。

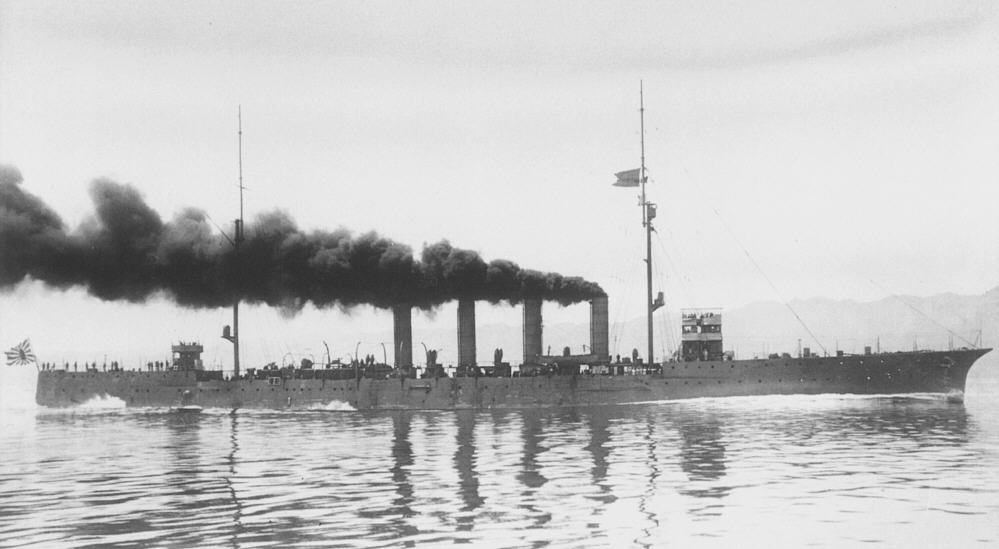
平户号，摄于1912年

1912年（明治45年）6月17日，平户进入日本海军服役。同年（已改元为大正元年）8月21日对平户进行了海试，并进行舰炮试射。8月28日，日本海军修改了舰艇分类，合并原有的二等、三等巡洋舰的区分，将不足7000吨的巡洋舰全部划分为二等。平户在新分类下依旧为二等巡洋舰。9月1日，平户列入吴预备舰队。12月日本海军进行年度鱼雷试射成绩的统计，本年度平户共试射6枚，命中4枚，成绩并不理想。问题包括深度调整用的螺盖水密不佳漏水，另一枚失灵则是因为漏气而提前停止。
1914年（大正3年）7月，平户作为第一预备舰，系留在吴海军工厂，工厂部门在对其轮机部分进行大修，将汽轮机进行分解检查。7月底、8月初，欧洲各主要国家相继相互宣战，第一次世界大战爆发。8月4日海军方面急令吴海军工厂抓紧进度完成整备。18日，日本海军将还在船台上维修的平户编入第一舰队。20日平户的轮机修理完成，出港进行海试，22日即匆忙离开吴港前往佐世保进行集合。23日日本对德宣战。当天平户抵达佐世保，因为作业匆忙，轮机细节诸多毛病，船底也没有好好地进行清洁。9月1日平户从佐世保出发，掩护陆军运输船队。4日02:25，平户在航行时，第四锅炉室突然发生泄漏，并引发重油起火，主机一度停机。火灾直到03:46方才扑灭。火灾导致重油泵、喷燃口烧毁，同时锅炉室电话线路、电话机、蒸汽压力计、防水门等众多设备损坏。这一事故迫使平户05:19返回佐世保。9月10日，还在佐世保维修的平户又遇上事故，17:21旺洋丸出港时撞上了平户左舷前部，使其左舷鱼雷发射管破损，发射管室位置的装甲甲板凹陷。但因为乘员及早发现危险，及时关闭了水密门，进水情况并不严重。9月23日，日本海军编组第二南遣支队（日語：第二南遣枝隊），司令松村龙雄，旗舰、第一小队薩摩，第二小队平户、矢矧。10月1日平户才重新出发，加入第二南遣支队，南下帛琉。此后平户按照日本海军的命令在中太平洋等地进行一系列行动，占领各德国属地。10月前后，装甲巡洋舰日進触礁搁浅，5日20:40平户紧急奉命前往参加救助工作。由于时间紧迫，平户来不及充分补给就匆忙出发，只能到了安加尔再从幸寿丸补充煤炭、粮食、淡水等物资。
1915年（大正4年），英国方面一来因为新加坡兵变，二来在上海、爪哇各地纷纷接到德国军舰出没的消息，因此要求日本派军舰增援。3月1日，平户调入第三战队，协同第三舰队，以新加坡为基地进行巡逻。至同年11月时，平户此时的锅炉状态不佳，在无风浪状态下仅能发挥12节的速度，高海况下锅炉相关的煤灰处理设备均无法使用，迫切需要进行维修。11月17日，平户进入吴港进行维修，为了要赶上12月的大阅舰式，28日即匆忙离港，30日赶到东京湾准备阅舰式。之后平户重新进行维修，鉴于舰上的锅炉管道腐蚀严重，工厂将一半的锅炉管道进行了更换。这次维修一直持续到1月初，费用4万5000日元。因为留给二等巡洋舰的改造、维护的预算不足，拖到5月工厂才又换掉了剩下的一半。

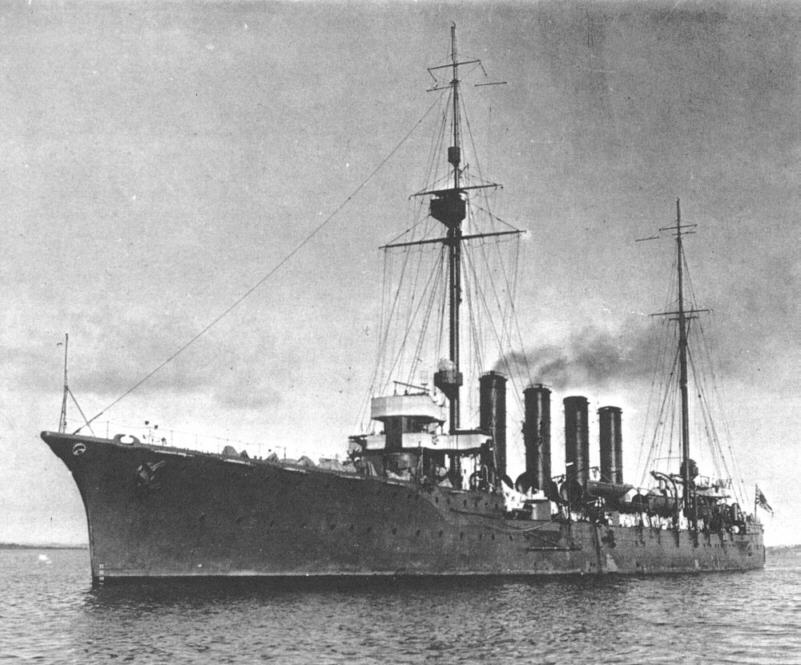
平户号，摄于1912年新西兰奧克蘭

1917年（大正6年）2月中旬据报一艘德国武装商船在印度洋一带活动，其布设的水雷导致两艘英国商船沉没。2月27日其又捕获了一艘英国加油船。4月13日築摩、平户以及3艘驱逐舰组成第三特务舰队，负责澳大利亚东海岸和新西兰一带的护航任务。同年9月24日，澳大利亚海军部发出通告，称21日在瓦卡亚岛上俘虏了6名搭乘小艇、携带武器登陆的德国海军人员，为首者声称是德国袭击舰海鹰号的船长费利克斯·冯·卢克纳尔。综合各项情报，有关方面认为海鹰号的确在附近出没的可能性非常大。英國海軍部经澳大利亚海军部向日本传达了派出军舰前往斐济协助进行搜捕的意愿；当地澳大利亚海军官员希望日本军舰26日就能出动。日本海军选择了筑摩、平户两舰执行这一任务；但碰巧当地工会正在举行罢工，两舰难以充分补给煤炭。26日，两舰如期出发，途中得到一艘美国制四桅纵帆船曾在库克岛一带出没的情报，更加确信这就是海鹰号；但碍于存煤不多，只能以12节的航速行驶，而且在悉尼补充的煤含泥量较高，使得耗煤量较正常更大。30日平户与筑摩分别，独自前往新赫布里底收集情报。10月3日，日舰得到消息，得知有关方面对俘虏的审讯取得进展，他们的确来自海鹰号，但海鹰号其实早已经于8月2日在莫皮利亚触礁搁浅。虽然如此，海鹰号依然有部分乘员已经逃遁，加上又有报告称法国帆船Lutece号下落不明，因此筑摩继续留在当地进行警戒，而平户先行返回悉尼。11月1日，平户脱离第3特务舰队编制，从悉尼出发返回日本准备修理，12月抵达目的地。
1918年（大正7年）3月25日，第二水雷战队驱逐舰时津风在宫崎县户崎鼻附近因为恶劣天气而触礁，二水战旗舰平户、以及天津风急忙赶到事发地点进行救助。

### 一战后至结局
1919年（大正8年），日本举行了一战结束后的大演习阅舰式，其中平户担任先导舰。
1920年（大正9年）8月4日，日本海军组织了一批军舰进行战斗运转测试。平户受测时实际排水量5570吨，比新建成时的5157吨多了400多吨；本次测试中筑摩主机功率达到25,956匹馬力（19,355千瓦特），航速27.2節（50.4每小時）。

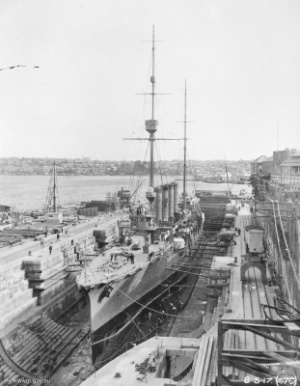
在干船坞整修的平户号，1917年5月8日悉尼

1921年（大正10年），平户在俄国远东尼古拉耶夫斯克（中文旧称庙街）等地区进行警戒。同年日本海军征用的商船大信丸6月18日，因为天气不佳，想往海湾暂避时，于20:30触礁。22日平户从尼古拉耶夫斯克出发前往救助。
1923年（大正12年）2月1日，09:19-10:45，有关方面进行了无线电收发通信的测试。由平户、第18驱逐队系留在岸边，以及陆地上的电信局作为接收方，以战列舰長門、伊势、陸奧，以及轻巡洋舰多摩、大井、球磨等舰在中城湾作为发送方进行试验。首次测试当天天气多云，平户（装备八七年式接收机）只能接收到微弱的信号，难以识别；而第18驱逐队（装备八二年式接收机）则根本什么都接收不到。试验证明当时的日本海军的无线通信能力几乎不具有实战能力。随后数月又进行了多次测试，成绩依然相当难看。
1927年（昭和2年）2月，孙传芳的五省联军在国民革命军北伐部队的打击下连连败退。2月17日，孙部撤出浙江退往松江。3月1日，北伐军进入汉口租界，英国驻军被迫撤往上海。盛怒的英国政府紧急从香港调集军舰及陆战队，决心要从南方“暴徒”手中武力保卫上海租界。意大利、美国则相对消极，只打算派出必要的兵力维持租界治安。日本的态度相对居中，派出了比较多的兵力，除了吴特陆战队外，还从利根、平户、天龍还有驻上海各驱逐舰等抽调兵员组织陆战队登陆进行戒备。3月8日11:45，日本方面得到情报称渤海舰队与长江舰队有可能发生冲突；楊樹莊与南方政府有所来往，很可能率领舰队与孙传芳的舰队开战，需要紧急派遣军舰前往华北进行监视。当天13:30，平户即从上海出发赶往青岛监视渤海舰队。9日，负责上海地区防务的毕庶澄在吴淞邀请杨树庄进行会谈，商议海陆协同维持上海治安；10日杨树庄以商议此事为由前往上海。11日，平户抵达青岛。12日13时，杨树庄发表通电，宣布长江舰队从北京政府独立。长江舰队各舰长决定拥杨反毕，降下北京政府五色旗，改为升起青天白日旗；并且决定一旦渤海舰队来袭，长江舰队将会与之进行交战。这一变故使得日本等国大为紧张。23日上海总工会召开欢迎北伐军大会，并向北伐军请愿收回租界；留在上海的各国人士以为国民政府准备武力收复租界，开始出现避难潮，各国继续加派人员。24日又发生了南京事件。26日，平户离开青岛，至少29日返抵上海加强日军在当地的守卫力量。同时日本海军主力开始倾巢而出，3月26日，阿武隈、球磨、尻矢、能登吕从佐伯出发；3月27日，联合舰队旗舰长门、陆奥、伊势、日向、龍田、由良、迅鲸、常磐、以及大批驱逐舰、潜艇从佐伯出发，前往青岛；27日鳳翔、梅、楠从横须贺出发，同样前往青岛。另一方面，28日金剛、比叡、加古、古鹰、神通、那珂、夕张、长鲸以及大批驱逐舰、潜艇从佐伯出发前往厦门。在日本的战争威胁之下，内战各方并未在上海有大规模的交战，各国担忧的渤海舰队与长江舰队在租界交战的情景也并未出现。
同年5月29日，英国驻日大使搭乘平户前往长崎出席在旧英国商馆原址的纪念碑的揭幕仪式。
1932年，平户原本在南太平洋执行任务，但因为中日关系紧张，尤其是九一八事变，平户奉召调回旅顺进行警戒。
1933年1月1日，关东军占领山海关。2月11日，宋子文、张学良等联名发表通电保卫热河。2月18日，第二遣外舰队主力（旗舰平户、神威、多摩、常磐、藤、萩、薄）驻扎在山海关，对中国军队的动向进行监视。21日，日本第八師團率先进占北票；22日开始，第六、第八师团、第十三、第十四混成旅团在内的日军全面展开军事行动。23日，日本政府通知南京政府，宣布根据日滿議定書，日本有权出兵协助满洲国肃清反满军力；并声称中国的反日行为扩展到满洲国境内，其责任完全由中国承担。热河的军事行动告一段落之时，日本陆军准备扩大行动规模，进入关内。而第二遣外舰队也因此在白河口一带进行集中，准备进行支援。在日军的攻势之下，中国政府被迫屈服，与日本签订停战协定。
同年元帅陆军大将、日本驻满洲国特命全权大使武藤信義在新京病死，平户奉命将其遗体运回日本国内。同年平户列为第四预备舰，因此将舰桥防弹装置、双层帐篷装置、江水过滤器、制冰机、冷藏库、电暖器等装置拆除，8-9月间改造为海軍兵學校校舍。
1940年4月1日，日本海军正式将平户除籍，改名为“第11号废弃舰（日語：廃艦第11号）”，一直作为系留校舍船使用。1943年12月，第11号废弃舰被拖到岩國市的海军兵学校岩国分校系留，并在那里一直逗留到太平洋战争结束。1945年停战时舰体已经处于进水坐沉的状态。1947年由一家东京的回收商进行拆解，舰体则成为了岩国港防波堤的一部分。

## 历任舰长
下表系根据《日本海軍史》第9、10卷，以及《官報》进行整理。
- 山中柴吉 海军大佐：1912年3月9日 - 12月1日

兼海軍艦政本部舾装员（1912年3月9日 - 6月17日）
兼呉海軍工廠舾装员（1912年6月17日 - 7月31日）
- 野村房次郎 海军大佐：1912年12月1日 - 1913年12月1日
- 幸田銈太郎 海军大佐：1913年12月1日 -
- 金丸清緝 海军大佐：1914年12月1日 - 1915年12月13日
- 生野太郎八 海军大佐：1915年12月13日 - 1916年12月1日
- （暂代）小林躋造 海军中佐：1916年12月1日 - 1917年4月1日
- 小林躋造 海军大佐：1917年4月1日 - 1917年12月1日
- 菅沼周次郎 海军大佐：1917年12月1日 - 1918年12月1日
- 小山武 海军大佐：1918年12月1日 - 1919年5月26日
- 寺冈平吾 海军大佐：1919年5月26日 - 1919年6月10日[59]
- 志賀巳之治 海军大佐：1919年6月10日[59]- 1919年12月1日[60]
- 永野修身 海军大佐：1919年12月1日[60]- 1920年12月1日
- 松坂茂 海军大佐：1920年12月1日[61]- 1922年3月15日[62]
- （兼）高倉正治 海军大佐：1922年3月15日[62]- 1922年5月15日[63]
- 松本匠 海军大佐：1922年5月15日 - 1923年4月1日
- 金子養三 海军大佐：1923年4月1日 - 1923年7月20日
- 鹿江三郎 海军大佐：1923年7月20日 - 1924年3月25日
- 吉田善吾 海军大佐：1924年3月25日 - 1924年12月1日
- 福島貫三 海军大佐：1924年12月1日[64]- 1925年2月2日[65]
- 石田正一 海军中佐：1925年2月2日[65]- 1925年4月15日[66]
- 北川清 海军中佐：1925年4月15日 - 1925年10月15日
- （兼）今川真金 海军大佐：1925年10月15日[67]- 1925年11月20日[68]
- （兼）山口延一 海军大佐：1925年11月20日 - 1925年12月1日
- 柴山司馬 海军大佐：1925年12月1日 - 1926年6月1日
- 片山登 海军大佐：1926年6月1日 - 1927年9月28日
- 瀬崎仁平 海军大佐：1927年9月28日 - 1928年4月1日
- 羽仁潔 海军大佐：1928年4月1日[69]- 1928年12月10日[70]
- 下村敬三郎 海军大佐：1928年12月10日[70]- 1929年11月20日[71]
- 涩谷庄司 海军大佐：1929年11月20日[71]- 1930年11月20日[72]
- 丹下熏二 海军大佐：1930年11月20日 - 1932年5月10日
- 藤森清一朗 海军大佐：1932年5月10日 - 1933年4月1日
- 大島乾四郎 海军大佐：1933年4月1日 - 1933年8月25日
- 平冈粂一 海军中佐：1933年8月25日 - 1934年6月1日
- （兼）大橋五郎 海军中佐：1934年6月1日[73]- 1934年10月13日[74]